# Julià de Jòdar i Muñoz
Julià de Jòdar i Muñoz (Badalona, 28 de desembre de 1942) és un escriptor català. Va ser diputat al Parlament de Catalunya per la Candidatura d'Unitat Popular d'octubre de 2015 a gener de 2016. Ha col·laborat a El Punt Avui, El Singular Digital i, més esporàdicament, a VilaWeb.

## Biografia
Julià de Jòdar nasqué el 1942 a Badalona i es crià al barri del Gorg d'aquesta ciutat. Tot i que es dirigí primer cap a estudis d'enginyeria i obtingué el diploma d'enginyer tècnico-químic el 1964, abandonà després aquella via per a estudiar humanitats. El 1973 es llicencià en Història moderna i contemporània i feu estudis de teatre a l'Escola d'Art Dramàtic Adrià Gual. Fou membre de l'equip de Ricard Salvat. La seva obra més important és L'atzar i les ombres, una trilogia que comprèn les novel·les L'àngel de la segona mort, El trànsit de les fades i El metall impur. El 2009, amb la novel·la Pastoral catalana, una mena d'homenatge a l'escriptor estatunidenc Philip Roth i la seva novel·la American Pastoral, rebé el Premi Carlemany que atorga anualment el Govern d'Andorra.
Va concórrer per primera vegada a les eleccions municipals de 2011 a la llista de la CUP-Alternativa per Barcelona, sense que obtingués cap representant al consistori. El 13 d'octubre de 2012 fou escollit el vuitanta-quatrè de la llista de la CUP-Alternativa d'Esquerres per Barcelona a les eleccions al Parlament de Catalunya de 2012, amb l'objectiu de tancar la llista de la circumscripció, juntament amb el futbolista Oleguer Presas i l'advocat August Gil Matamala, vuitanta-tresè i vuitanta-cinquè respectivament.
L'any 2012 publicà, conjuntament amb el periodista David Fernàndez, el llibre Cop de CUP. A les eleccions al Parlament de Catalunya de 2015, es presentà com a número set de la circumscripció de Barcelona de la candidatura Candidatura d'Unitat Popular - Crida Constituent, esdevenint diputat al Parlament de Catalunya. En el marc de l'acord assolit entre la CUP i Junts pel Sí, Julià de Jòdar va renunciar a l'acta de diputat l'11 de gener de 2016.
Des del maig de 2024 és membre del Secretariat Nacional de l'Assemblea Nacional Catalana després d'obtenir el 3r lloc, en nombre de vots, per al "bloc nacional".
El 2025 va rebre el premi Serra d'Or per La casa tapiada.

## Obra

### Novel·les
- L'àngel de la segona mort. (Sèrie l'Atzar i les ombres, 1r).[17] Barcelona: Quaderns Crema, 1997. Premi Ciutat de Barcelona 1998. ISBN 978-84-7727-185-7
- El trànsit de les fades. (Sèrie l'Atzar i les ombres, 2n). Barcelona: Quaderns Crema, 2001. Premi de la Crítica 2001. ISBN 978-84-7727-344-8
- L'home que va estimar Natàlia Vidal. Barcelona: Edicions 62, 2002. Premi Prudenci Bertrana 2003. ISBN 978-84-297-5347-9
- El metall impur. (Sèrie l'Atzar i les ombres, 3r). Barcelona: Proa, 2005. Premi Sant Jordi 2005. Premi Crítica Serra d'Or de novel·la 2007. ISBN 978-84-8437-858-7
- Noi, ¿has vist la mare amagada entre les ombres?. Barcelona: Proa, 2008. ISBN 978-84-8437-445-9
- La pastoral catalana. Barcelona: Proa, 2009. Premi Carlemany 2009. Premi Crítica Serra d'Or de novel·la 2011.
- El desertor en el camp de batalla. Barcelona: Proa, 2013.
- Els Vulnerables. Barcelona: Editorial Comanegra, 2018
- La casa tapiada. Barcelona: Editorial Comanegra, 2024

### Narracions
- Zapata als Encants. Barcelona: Quaderns Crema, 1999. ISBN 978-84-7727-285-4

### Altres publicacions
- Fot-li que som catalans, Barcelona: L'Esfera dels Llibres, 2005 (amb Xavier Bru de Sala i Miquel de Palol).
- Fot-li més que encara som catalans, Barcelona: L'Esfera dels Llibres, 2006 (amb Xavier Bru de Sala i Miquel de Palol).
- Directe al gra, Ed. Brosquil, 2007.
- Cop de CUP. Viatge a l'ànima i a les arrels de les Candidatures d'Unitat Popular, Barcelona: Columna Edicions, 2012 (amb David Fernàndez).